# Черемисин, Алексей Владимирович
Алексе́й Влади́мирович Череми́син  (укр. Олексій Володимирович Черемісін; род. 4 января 1991, Киев) — украинский футболист, полузащитник

## Биография
Родился в Киеве. Начал свою карьеру в Киеве, играя за младший состав «Динамо». Футболом начинал заниматься в динамовской ДЮФШ на Нивках. Первыми наставниками стали детские тренеры Леонидов и Островский. Пройдя все ступени подготовки детско-юношеского футбола киевского «Динамо», в июле 2008 года перешёл в дублирующую команду.
В 2009 году перешёл в ФК «Оболонь», а в 2011 дебютировал за основной состав клуба. Дебютировал 16.07.2008 в матче молодёжных команд «Динамо» — «Ильичёвец» — 0:0. Не сумев привлечь внимание тренеров первой команды перебрался в столичную ФК «Оболонь». В украинской Премьер-лиге дебютировал 6 ноября 2011 «Оболонь» — «Шахтер» — 0:2.
В 2013 году провёл семь игр за ФК «Олимпик» (Донецк) после чего контракт с игроком не был продолжен и он покинул клуб. 14 июля 2013 года дебютировал за «Оболонь-Бровар» во второй лиге. Летом 2014 года перешёл в кировоградскую «Звезду».
В 2015 году перешёл в чешский клуб «Славой», с которым поднялся из третьего дивизиона Чехии во второй. Сыграв осенью 2015 года 6 матчей во втором дивизионе, покинул клуб и завершил профессиональную карьеру.

## Карьера в сборной
Он был призван играть за Украину до 21 тренером Павлом Яковенко на Кубок Содружества 2012 года.